# Mariage secret (film, 1934)
Pour les articles homonymes, voir Mariage (homonymie).
Pour le film argentin, voir Mariage secret (film, 1989).
Mariage secret (The Secret Bride) est un film américain réalisé par William Dieterle en 1934.

## Synopsis
Le procureur général Robert Sheldon et Ruth, la fille du gouverneur WH Vincent doivent garder leur mariage secret lorsque l'enquêteur, Daniel Breeden, découvre des preuves qui pourraient montrer que le gouverneur a accepté un pot-de-vin de John F. Holdstock, un financier qu'il a pardonné. Le secrétaire privé de John, Willis Martin, qui a déposé l'argent du pot-de-vin sur le compte bancaire privé du gouverneur, dit à Robert et Daniel qu'il n'a connaissance d'aucune affaire entre John et le gouverneur qui expliquerait l'argent. De côté, Sheldon se rend à la résidence du gouverneur pour informer Ruth de la situation et qu'il est obligé de présenter les preuves à un comité d'enquête législative. Ruth est certaine que son père n'a pas accepté de pot-de-vin, et que John peut tout expliquer, mais ils apprennent par téléphone de Daniel que John s'est suicidé. Entre-temps, le gouverneur est de plus en plus préoccupé par les allégations mais son bailleur de fonds, Jim Lansdale, le calme et l'emmène déjeuner. Avant de le faire, il passe un appel téléphonique dans lequel il apprend que Sheldon est à la résidence du gouverneur, mais il ne le dit pas au gouverneur. Dans les papiers de John, Robert trouve une note dactylographiée qui fournit apparemment un motif pour le pot-de-vin et il se précipite pour le montrer à Ruth. Ils décident de l'apporter au siège de la police pour le comparer avec un échantillon de la machine à écrire personnelle du gouverneur. Le lieutenant Tom Nigard leur montre la comparaison qui confirme que les deux échantillons proviennent bien de la même machine. Ruth rentre chez elle pour parler à son père des preuves et il nie catégoriquement avoir écrit la note, lui donnant sa parole d'honneur.
Cette nuit-là, Daniel se rend au bureau de John, où un Willis très effrayé travaille toujours. Daniel essaie de le calmer et Ruth se rend à l'appartement de Robert pour lui dire qu'elle est absolument certaine que son père est innocent. Pendant qu'elle est là, la secrétaire de Sheldon, Hazel Normandie part pour la journée, prévoyant de rencontrer Daniel, son petit ami, à l'extérieur du bâtiment. Alors qu'il s'approche d'elle, Daniel est abattu. Ruth a tout vu de la fenêtre, et sait que Hazel n'a pas tiré mais ne peut pas le dire à la police à cause de son mariage secret avec Robert car si on apprend qu'elle était dans son appartement la nuit, elle craint que leur mariage sera découvert. L'enquête policière sur le meurtre de Daniel détermine que l'arme utilisée pour le tuer appartenait à Hazel, la même arme que Daniel lui a prise plus tôt dans la journée, affirmant qu'il était toute la protection dont elle avait besoin. Lors d'une session bruyante de la législature, le représentant McPherson, du parti opposé au gouverneur, accuse à la fois le gouverneur et le procureur général Sheldon de dissimuler des preuves au comité d'enquête. Ils sont fermement défendus par le représentant Grosvenor mais McPherson exige des articles de mise en accusation contre le gouverneur et une enquête intensive sur Robert. Ruth observe tout depuis la galerie. Hazel est jugée pour le meurtre de Daniel, l'affaire étant sur le point d'être portée devant le jury, mais Ruth refuse toujours de témoigner, sachant que la révélation de son mariage secret avec Robert mettrait fin à sa carrière. 
Avec peu de temps à perdre, Ruth se rend à l'appartement de Willis, qui semble craquer. Willis lui avoue que John ne s'est pas suicidé, il a été assassiné et dit qu'il est prêt à le dire à Robert, mais une fois au bureau de Robert, il s'enfuit; Sheldon lance une alerte pour que la police vienne le chercher. Maintenant, sans autre choix, lui et Ruth se dirigent vers le palais de justice, où le jury vote, et trouvent l'avocat de Hazel. Le juge rouvre le dossier pour permettre à Ruth de témoigner, et Hazel est acquittée.Le lendemain matin, le gouverneur Vincent est ennuyé que Ruth ne lui ait pas parlé du mariage, mais comprend que les circonstances l'ont nécessité. Alors que le procès en destitution du gouverneur doit bientôt commencer, Jim Lansdale conseille au gouverneur de démissionner, mais il refuse. Pendant ce temps, la législature exige que le procureur général Sheldon démissionne, mais lui aussi refuse. La police trouve Willis et l'amène à Robert. Le représentant McPherson délivre des assignations à comparaître pour que Willis et Robert témoignent devant le comité, où l'existence de la lettre dactylographiée apparemment du gouverneur à John ressort. Willis admet que Daniel lui a fait mettre la lettre dans les dossiers de John, puis l'a envoyé à John pour exiger l'argent qu'il a perdu dans l'accident de John. Lorsque John a nié qu'il avait de l'argent, Willis l'a tué par balle et Daniel l'a réparé pour qu'il ressemble à un suicide. L'ensemble du coup monté, selon Willia, est l'œuvre de Jim Lansdale, soi-disant l'ami et le bailleur de fonds du gouverneur : depuis que le gouverneur a opposé son veto à un projet de loi sur les autoroutes qui lui aurait rapporté des millions, Lansdale avait travaillé pour faire tomber son vieil ami. . C'est Lansdale qui a tapé la lettre sur la machine à écrire dans le bureau du gouverneur.
Alors que le comité vote pour abandonner les charges contre le gouverneur, Lansdale quitte lentement la pièce et se tue. Ensuite, le gouverneur donne sa bénédiction au mariage de sa fille et de Robert, et ils s'embrassent.

## Fiche technique
- Titre : Mariage secret
- Titre original : The Secret Bride
- Réalisation : William Dieterle
- Scénario : Tom Buckingham, F. Hugh Herbert et Mary C. McCall Jr. d'après la pièce Concealment de Leonard Ide
- Dialogues : Stanley Logan
- Production : Henry Blanke
- Société de production : Warner Bros. Pictures
- Musique : M.K. Jerome et Bernhard Kaun (non crédités)
- Photographie : Ernest Haller
- Montage : Owen Marks
- Direction artistique : Anton Grot
- Costumes : Orry-Kelly
- Pays de production : États-Unis
- Format : Noir et blanc - Son : Mono
- Genre : Drame
- Durée : 64 minutes
- Date de sortie : 
  - États-Unis : 22 décembre 1934

## Distribution
- Barbara Stanwyck : Ruth Vincent
- Warren William : Robert 'Bob' Sheldon
- Glenda Farrell : Hazel Normandie
- Grant Mitchell : Willis H. Martin
- Arthur Byron : Gouverneur Walter H. Vincent
- Henry O'Neill : Jim Lansdale
- Douglass Dumbrille :  Daniel Breeden
- Arthur Aylesworth : Lieutenant Tom Nigard
- Willard Robertson : Représentant Grosvenor
- William B. Davidson : Représentant McPherson
- Russell Hicks : John F. Holdstock
- Vince Barnett : L'alcoolique au dîner

Acteurs non crédités
- Frederick Burton : Juge Halliday
- Davison Clark : Sergent au Sénat
- Joseph Crehan : Sénateur
- Howard C. Hickman : Président du Sénat
- John Larkin : Portier
- Emmett Vogan : Caissier
- Charles C. Wilson : Lieutenant de police Forrest